# Halocnemomyia schnitnikovi
Halocnemomyia schnitnikovi är en tvåvingeart som beskrevs av Marikovskij 1965. Halocnemomyia schnitnikovi ingår i släktet Halocnemomyia och familjen gallmyggor.
Artens utbredningsområde är Kazakstan. Inga underarter finns listade i Catalogue of Life.